# NGC 5370
NGC 5370 é uma galáxia lenticular (SB0) localizada na direcção da constelação de Ursa Major. Possui uma declinação de +60° 40' 43" e uma ascensão recta de 13 horas, 54 minutos e 09,1 segundos.
A galáxia NGC 5370 foi descoberta no dia de 19 de Março de 1790 por William Herschel.